# NGC 6319
NGC 6319 este o galaxie situată în constelația Dragonul. A fost descoperită în 14 mai 1885 de către Lewis A. Swift.